# Mnożnik analityczny
Mnożnik analityczny (faktor chemiczny) – stosowana w analizie wagowej liczba określająca zawartość oznaczanego pierwiastka (względnie związku) w osadzie. Jego wartość jest równa stosunkowi masy molowej oznaczanego składnika do masy molowej danej substancji.
Przykładowe wartości mnożnika analitycznego:
- Ag w AgCl = 0,7526
- Ba w BaSO4 = 0,5885
- Fe w Fe2O3 = 0,6994
- Ni w dimetyloglioksymianie niklu(II) = 0,2032